# Ygos-Saint-Saturnin
Ygos-Saint-Saturnin (gaskonsko Igòs e Sent Saturnin) je naselje in občina v francoskem departmaju Landes regije Akvitanije. Naselje je leta 2009 imelo 1.187 prebivalcev.

## Geografija
Kraj leži v pokrajini Gaskonji 23 km severozahodno od Mont-de-Marsana.

## Uprava
Občina Ygos-Saint-Saturnin skupaj s sosednjimi občinami Arengosse, Arjuzanx, Garrosse, Lesperon, Morcenx, Onesse-et-Laharie, Ousse-Suzan in Sindères sestavlja kanton Morcenx s sedežem v Morcenxu. Kanton je sestavni del okrožja Mont-de-Marsan.

## Zanimivosti
- cerkev sv. Petra,
- kapela Notre-Dame d'Arosse.

## Promet
- železniška postaja Gare d'Ygos ob progi Morcenx - Bagnères-de-Bigorre;